# Gaja Hornby
Gaja Hornby – trzeci solowy album studyjny polskiej piosenkarki Margaret, wydany 31 maja 2019 nakładem wytwórni płytowych Artistars i Musicom. Nominowany do Fryderyka 2020 w kategorii Album Roku Pop.
Album Gaja Hornby to polskojęzyczny debiut fonograficzny Margaret i pierwsza odsłona jej muzycznego alter ego. Wokalistka podczas nagrywania albumu współpracowała z takimi twórcami i producentami jak Kacezet, Errbits, Gverilla oraz Mikołaj Trybulec.
Artystka o albumie powiedziała:

Ten album to historia oparta na faktach. To nauka stawiania granic i wyrzutach sumienia, które są wynikiem tejże asertywności, to rozkminy na temat świata, ale też dobra biba.

## Lista utworów
Opracowano na podstawie materiału źródłowego.
1. „Gaja Hornby” – 2:40
2. „Ten dzień” – 2:35
3. „Serce Baila” – 2:32
4. „Błyski fleszy, plotki, ścianki” – 2:34
5. „Ej chłopaku” – 2:38
6. „VAJB” (feat. Gverilla) – 3:01
7. „Psia mać” – 2:29
8. „Chwile bez słów” (feat. Kacezet) – 2:40
9. „Światło” – 2:39